# Snapphanar
Snapphanar – obelżywa nazwa (synonim słowa rozbójnik, bandyta), używana w XVII wieku przez władze szwedzkie na określenie wolnych chłopów oraz różnego rodzaju ludzi luźnych, uczestników powstania antyszwedzkiego w byłych prowincjach duńskich Skania, Halland i Blekinge, które po traktacie w Roskilde (1658) na stałe przeszły we władanie Szwecji.
Niezadowoleni z nowej sytuacji mieszkańcy utraconych przez Danię prowincji czynnie wspierali stronę duńską w toczonych w 2 połowie XVII wieku wojnach duńsko-szwedzkich, przede wszystkim podczas wojny skańskiej 1675-1679, prowadząc działania partyzanckie na tyłach wojsk szwedzkich. Oddziały te same nazywały się „wolnymi strzelcami” (friskyttar) i często były dowodzone przez oficerów duńskich, ściśle współdziałających z regularną armią duńską. Obok nich istniały jednak także zwykłe bandy zbójeckie, trudniące się jedynie rozbojem. Szczególnie silny ruch partyzancki wystąpił w lasach Göinge, na pograniczu Skanii i Smalandii.
Z czasem strona szwedzka, stosując brutalne metody, stłumiła definitywnie powstanie, po którym nastąpił proces tzw. „szwedyzacji” niedawno przyłączonych do Szwecji prowincji. Podczas kolejnej inwazji duńskiej na Skanię w latach 1709–1710 (III wojna północna) nie doszło już do żadnego powstania antyszwedzkiego.